# Heidi Reichinnek
Heidi Reichinnek, née le 19 avril 1988 à Mersebourg, est une femme politique allemande, membre du parti Die Linke. Depuis 2024, elle est co-présidente du groupe Die Linke au Bundestag avec Sören Pellmann (en).

## Biographie
Heidi Reichinnek naît le 19 avril 1988 à Merseburg, située à l'époque en RDA et elle grandit à Obhausen (Saxe-Anhalt). Sa mère est technicienne chimiste (de) et son père électricien.
Après avoir obtenu son diplôme d'études secondaires, elle poursuit des études sur le Moyen-Orient et les sciences politiques à l'université Martin-Luther de Halle-Wittemberg de 2007 à 2011. Elle séjourne au Caire de septembre 2010 à juin 2011 et assiste aux manifestations et soulèvements du Printemps arabe.
Elle travaille au Centre d'études du Proche et du Moyen-Orient (en) de Marbourg en tant qu'assistante de recherche dans le cadre d'un projet de recherche du ministère fédéral des Affaires étrangères sur l'islamisme et le salafisme dans les sociétés arabes en transformation (de).

## Carrière politique
Heidi Reichinnek rejoint Die Linke en septembre 2015 sans « plan à long terme » mais avec « la colère au ventre »,. 
Elle se présente aux élections régionales de Basse-Saxe en 2017 et devient co-présidente de Die Linke en Basse-Saxe en 2019.
Aux élections fédérales allemandes de 2021, elle se présentée dans la circonscription d'Osnabrück et elle est considérée une partisane de Sahra Wagenknecht.
En février 2024, elle devient co-présidente du groupe Die Linke au Bundestag avec Sören Pellmann, après avoir battu Clara Bünger (en). 
Le 10 novembre 2024, elle est désignée tête de liste de Die Linke aux élections fédérales allemandes de 2025 avec Jan van Aken. Figure charismatique, disposant d'une large audience sur les réseaux sociaux (avec près de 600 000 abonnés sur TikTok), elle apporte une contribution décisive à la résurrection du parti, qui passe d'à peine 3 % des intentions de vote en octobre 2024 à 8,8 % des suffrages exprimés à l'issue du scrutin, un score inespéré, huit mois après sa débâcle aux européennes de juin 2024 (2,7 %),,. Le parti passe de 5 à 8 % dans les sondages après son discours du 29 janvier 2025 au Bundestag dans lequel elle dénonce le vote commun de la CDU avec l'AfD sur un texte anti-immigration : « Je n'aurais jamais pu imaginer qu'un parti chrétien-démocrate brise ce barrage et s'associe à des extrémistes de droite [...] Et ce, seulement deux jours après que nous ayons commémoré la libération d'Auschwitz [...] Je le dis aux gens dehors : n’abandonnez pas, battez-vous, résistez au fascisme dans ce pays. Aux barricades ! »,,,,,. Le discours est visionné 30 millions de fois (dont près de 7 millions rien que sur TikTok) et rencontre un écho positif auprès des jeunes,,. De fait, à l'issue des élections, Die Linke s'impose comme le premier parti chez les 18-24 ans (25 %, 17 points de plus qu’en 2021), devant l'AfD (21 %, + 14 points),. « Nous avons obtenu nos meilleurs résultats chez les jeunes femmes, avec 35 % des voix », se réjouit le 24 février Heidi Reichinnek.